# Solco (neuroanatomia)
Nella neuroanatomia, un solco (dal latino: "sulco", pl. "sulci") è una depressione o fessura nella superficie del cervello. 
Circondano come un fossato i giri, creando l'aspetto caratteristico del cervello nell'essere umano e in alcuni mammiferi superiori come il macaco, il delfino, la balena.
Le scissure sono solchi molto più profondi che sono stati scelti dagli anatomisti per dividere il cervello in lobi. Non si utilizza mai la parola solco per denominare il grosso spazio che divide i due emisferi cerebrali (fino al punto dove vengono uniti dal corpo calloso) che viene denominata scissura interemisferica.

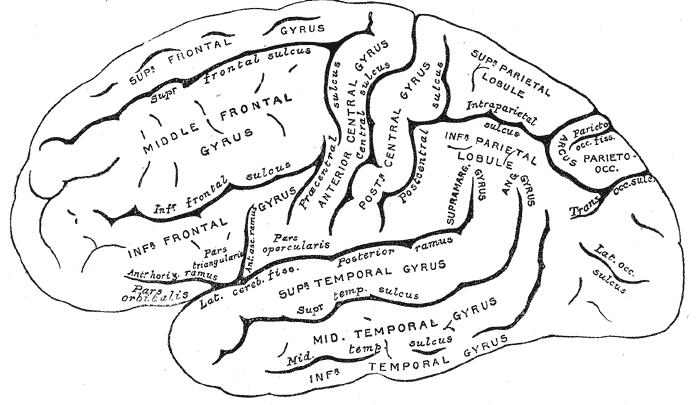
Gray's Fig. 726– Superficie laterale dell'emisfero cerebrale sinistro, vista da un lato.

Gray's Fig. 727 - Superficie mesiale dell'emisfero cerebrale sinistro.

## Variazioni individuali
Il tracciato dei vari solchi varia lievemente tra gli individui umani, e la rivisitazione più elaborata di queste variazioni si trova probabilmente nell'atlante anatomico elaborato da Ono, Kubick e Abernathey: Atlas of the Cerebral Sulci.
Nonostante questo alcuni tra i maggiori solchi sono costantemente visibili nell'individuo umano normale, sono comuni a più specie animali, e dunque è stato possibile stabilire una nomenclatura.

## Girificazione nelle varie specie
La variazione nel numero di giri, solchi e scissure nel cervello (girificazione) tra le specie correla alle dimensioni dell'animale, alla progressione evolutiva pesci→rettili→mammiferi, e alla dimensione del cervello. I mammiferi che hanno le superfici del cervello lisce oppure senza circonvoluzioni sono detti lissencefalici e quelli che hanno pieghe o vere e proprie circonvoluzioni girencefalici. La divisione tra i due gruppi avviene quando l'area della superficie corticale supera i 10 cm2 e il cervello raggiunge un volume di 3–4 cm³. I grossi roditori come i castori (40 kg) e i capibara (60 kg) sono girencefalici, e i piccoli roditori come i ratti e i topolini sono lissencefalici.

## Sviluppo cerebrale
Nell'essere umano, le circonvoluzioni cerebrali appaiono a circa 5 mesi e necessitano di almeno un anno dopo la nascita per giungere al completo sviluppo.

## Patologia
Il mancato sviluppo di un congruo numero di solchi, che delimitano le circonvoluzioni cerebrali (dette anche giri, da qui la denominazione delle patologie agiria, pachigiria) nella corteccia cerebrale si denomina lissencefalia, una rara malattia che ha cause genetiche. I bambini che vengono diagnosticati come affetti da lissencefalia hanno disabilità neurologiche gravi, possono avere epilessia, spasticità, ipotonia e spesso muoiono dopo alcuni mesi dalla nascita.

## Genetica
Il geni che determinano un grande incremento del numero di giri e solchi nel cervello umano (rispetto a quello dello Scimpanzé e del Macaco) codificano per la glicoproteina relina e si trovano nel cromosoma 7. Le deformazioni della lissencefalia sono state parzialmente correlate ad alcuni geni, fra quelli identificati il principale risulta il gene LIS1 (cromosoma 17, in una sindrome associata a polidattilia), e poi vi sono coinvolgimenti del gene DCX e del TUBA1A

## Scissure e solchi più notevoli
- Scissura calcarina
- Scissura centrale (di Rolando)
- Solco centrale dell'insula
- Solco cingolato
- Solco circolare dell'insula
- Solco collaterale
- Solco del corpo calloso
- Solco entorinale
- Solco fimbriodentato
- Solco frontale superiore
- Solco ippocampale
- Solco inferiore frontale
- Solco intraparietale
- Scissura laterale (di Silvio)
- Scissura limbica
- Solco lunato
- Solco occipito-temporale
- Solco occipitale trasverso
- Solco olfattorio
- Solco paracentrale
- Scissura parietoccipitale
- Solco postcentrale
- Solco precentrale
- Solco rinale
- Solco subparietale
- Solco temporale inferiore
- Solco temporale superiore
- Solco temporale trasverso

### Nel macaco
Il macaco ha una struttura di solchi più semplice. In una monografia, gli autori Bonin e Bailey elencano i seguenti solchi primari della neuroanatomia del macaco:
- Scissura calcarina (ca)
- Solco centrale (ce)
- Sulcus cinguli (ci)
- Scissura ippocampale (h)
- Solco intraparitalis (ip)
- Scissura laterale (o Scissura di Silvio) (la)
- Solco olfattivo (olf)
- Scissura parieto-occipitale mediale (pom)
- Scissura rhinalis (rh)
- Solco temporale superiore (ts) - questo solco corre parallelo alla scissura laterale e si estende al polo del lobo temporale e spesso si fonde con esso superficialmente.